# 3043 San Diego
A 3043 San Diego (ideiglenes jelöléssel 1982 SA) egy kisbolygó a Naprendszerben. Eleanor F. Helin fedezte fel 1982. szeptember 20-án.